# Gefallenes Mädchen
Als gefallenes Mädchen wurde in meist bürgerlichen Kreisen bis ins 20. Jahrhundert hinein eine junge Frau bezeichnet, die ihre Jungfräulichkeit verloren hatte, ohne verheiratet zu sein, und dadurch von den vorherrschenden Moralvorstellungen abwich. Im weiteren Sinne wurden damit auch Frauen bezeichnet, die sich auf sonstige Weise außerhalb der Wertvorstellungen der bürgerlichen Gesellschaft bewegten.
Anton Birlinger beschreibt Mitte des 19. Jahrhunderts in Sitten und Gebräuche die Hochzeitssitten in Tuttlingen:

„War die Braut eine Jungfrau, so hatte sie eine weiße Schürze und ein weißes Halstuch; das Haar ward auf dem Kopfwirbel zusammengedreht und gepudert, und um dasselbe trug sie einen Kranz. […] Ein gefallenes Mädchen durfte keinen weißen Schurz und kein weißes Halstuch tragen; die Haare durften nur gezopft und auch nicht gepudert sein. Der Kranz fehlte natürlich auch. Sie mußte bloßen Hauptes einhergehen; […].“

In anderen Gegenden musste eine schwangere Braut meist in einem schwarzen Brautkleid heiraten.
Karl Friedrich Wilhelm Wander erwähnt Ende des 19. Jahrhunderts im Deutschen Sprichwörter-Lexikon im Zusammenhang mit Rose und „in Bezug auf ein gefallenes Mädchen“ das Sprichwort:

„Die Rose ist zu früh gepflückt.“

In früheren Jahrhunderten und bis über die Mitte des 20. hinaus existierten Heime und Anstalten für gefallene Mädchen. Teilweise waren dies quasi Strafanstalten für Frauen, die nicht den Moral- oder Rechtsvorstellungen der Kirchen bzw. ihrer Familien oder der Gesellschaft entsprachen, teilweise aber auch Anlaufstellen für in Not geratene Frauen. So gab es in Deutschland Anfang des 20. Jahrhunderts etwa 40 unter Leitung von Diakonissen stehende Magdalenenstifte, Anstalten, in denen „gefallene Mädchen längere Zeit Aufnahme und Vorbereitung für ein neues, geordnetes Leben“ fanden. Derartige Institutionen dienten auch der Verhinderung von Prostitution.
Für die in diesen Heimen geleistete Arbeit wurde kein oder nur geringer Lohn gezahlt. Dies monierte z. B. die SPD 1928. Rentenansprüche wurden in der Regel nicht erworben.